# Ján Kadavý
Ján Kadavý (7. října 1810 Jestřabí v Krkonoších – 11. srpna 1883 Turčiansky Svätý Martin) byl slovenský učitel a hudební skladatel.

## Život
Narodil se 7. října 1810 v Čechách. Studoval na gymnáziu v Modre, ale po maturitě se vrátil do Čech. Na pozvání Jána Kollára odcestoval do Budapešti a učil na slovenské evangelické církevní škole. Nakrátko se vrátil do Čech aby studoval v Pravoníně agronomii. Později byl učitelem v Liptovském Svätém Mikuláši. Během revoluce v roce 1848 žil nějaký čas v Praze. Po návratu na Slovensko učil nejprve v Německé Ľupči. Od roku 1870 žil v Martině, pracoval jako úředník ve spořitelně a učil na slovenském evangelickém gymnáziu. V Martině také 11. srpna 1883 zemřel.

## Dílo
Psal příležitostné a vlastenecké básně. Vydával hospodářské příručky, kalendáře a učebnice. Vydal vlastním nákladem několik vlasteneckých děl Štúrovců. Sestavil první slovenskou čítanku a v roce 1873 vydal prakticky uspořádanou příručku základů hudby pod názvem Malý spevák čili stručný návod ku spevu pre slovenské národní školy.
Sbíral slovenské lidové písně. Vydal 1. díl Slovenských spevov, kde se pokusil o roztřídění slovenských lidových písní podle církevních tónin. Komponoval převážně mužské sbory. Několik z nich vyšlo ve sbírce Slovenské štvorspevy redigované J. L. Bellou.